# Laxtjärnen (Stavnäs socken, Värmland)
Laxtjärnen är en sjö i Arvika kommun i Värmland och ingår i Göta älvs huvudavrinningsområde. Sjön har en area på 0,0523 kvadratkilometer och ligger 175,7 meter över havet.

## Delavrinningsområde
Laxtjärnen ingår i det delavrinningsområde (659118-132230) som SMHI kallar för Utloppet av Södrasjön. Medelhöjden är 200 meter över havet och ytan är 8,42 kvadratkilometer. Det finns inga avrinningsområden uppströms utan avrinningsområdet är högsta punkten. Vattendraget som avvattnar avrinningsområdet har biflödesordning 3, vilket innebär att vattnet flödar genom totalt 3 vattendrag innan det når havet efter 248 kilometer. Avrinningsområdet består mestadels av skog (79 procent). Avrinningsområdet har 1,26 kvadratkilometer vattenytor vilket ger det en sjöprocent på 15 procent.